# ФК Младост Бачки Петровац
Фудбалски клуб Младост (слч. Futbalový klub Mladosť) јесте фудбалски клуб из Бачког Петровца, који је тренутно члан Војвођанске лиге Север, четвртог степена фудбалског такмичења у Србији. 

## Познати играчи
- Милан Павков